# Friedrich Traugott Friedemann
Friedrich Traugott Friedemann (Stolpen, 31 marzo 1793 – Idstein, 2 maggio 1853) è stato un archivista, filologo e educatore tedesco.
Studiò teologia e filologia all'Università di Wittenberg, dove fu allievo di Christian Lobeck. Nel 1812 conseguì il dottorato e durante l'anno successivo fu nominato direttore del ginnasio a Zwickau. Più tardi, prese la stessa posizione presso il ginnasio di Wittenberg, dove nel 1820 ottenne il titolo di rettore. Nel 1823 fu nominato direttore della scuola di Katharineum a Braunschweig e nel 1828 divenne direttore del ginnasio di Weilburg.

Nel 1840 fu nominato capo dell'archivio centrale di Nassau a Idstein. Nel 1846 fondò la rivista "Zeitschrift für die Archive Deutschlands".

## Opere principali
- "De versu graecorum heroico, maxime Homerico", 1816 (con Franz Ernst Heinrich Spitzner).
- Praktische anleitung zur kenntniss und verfertigung lateinischer verse, 1828.
- "Dav. Ruhnkenii orationes: dissertationes et epistolae", 1828 (editore).
- Beiträge zur vermittelung widerstrebender ansichten über verfassung und verwaltung deutscher gymnasien, 1832.
- Chrestomathie aus römischen Dichtern für mittlere Gymnasialclassen, 1836.
- Christlich-religiöse Anregungen für Studirende Jünglinge auf Gymnasien und Universitäten, 1837.
- "Scriptorum Latinorum Saeculi XIX. Delectus", 1840.[3][4]